# Cinnamon Girl
Cinnamon Girl är en låt skriven av Neil Young. Den togs med som inledande låt på Youngs andra studioalbum som soloarist, Everybody Knows This Is Nowhere. Den kom även att ges ut som singel och blev en ganska stor framgång i USA där den nådde plats 55 på Billboard Hot 100-listan. På studioinspelningen medverkar Crazy Horse. Låten finns även tillgänglig i konsertversioner på albumen Live Rust, Weld och Live at the Cellar Door. Studioversionen har också tagits med på samlingsalbumen Decade och Greatest Hits.
Neil Young skrev denna låt tillsammans med "Down by the River" och "Cowgirl in the Sand" under en period då han var kraftigt sjuk i influensa och feber i sitt dåvarande hem i Topanga, Kalifornien.
Cinnamon Girl har blivit en populär coverlåt. Bland några av de artister som spelat in låten kan nämnas The Gentrys, John Entwistle, The Dream Syndicate, The Smashing Pumpkins, samt Matthew Sweet tillsammans med Susanna Hoffs.